# Seznam francoskih letalskih asov prve svetovne vojne
Seznam francoskih letalskih asov prve svetovne vojne je urejen po številu letalskih zmag.

## Seznam
| - René Fonck - 75 - Georges Guynemer - 53 - Charles Nungesser - 43 - Georges Madon - 41 - Maurice Boyau - 35 - Michel Coiffard - 34 - Jean Bourjade - 28 - Armand Pinsard - 27 - René Dorme - 23 - Gabriel Guérin - 23 - Marcel Haegelen - 22 - Pierre Marinovitch - 22 - Alfred Heurteaux - 21 - Albert Deullin - 20 - Jacques Ehrlich - 19 - Henri Hay de Slade - 19 - Bernard Barny de Romanet - 18 - Jean Chaput - 16 - Paul Argueev - 15 - Gilbert Sardier - 15 - Armand de Turenne - 15 - Marc Ambrogi - 14 - Omer Demeuldre - 13 - Hector Garaud - 13 - Marcel Nogues - 13 - Bernard Artigau - 12 - Jean Casale - 12 - Gustave Daladier - 12 | - Femand Guyou - 12 - Marcel Hugues - 12 - Lucien Jailler - 12 - Jacques de Leps - 12 - Jean Navarre - 12 - Joseph de Sevin - 12 - Paul Tarascon - 12 - Robert Waddington - 12 - Amand Berthelot - 11 - Jean Bouyer - 11 - Benjamin Bozon-Verduraz - 11 - William Herisson - 11 - Maxime Lenoir - 11 - Ernest Maunoury - 11 - René Montrion - 11 - Charles Nuville - 11 - Jacques Ortoli - 11 - Maurice Bizot - 10 - Marcel Gasser - 10 - André Herbelin - 10 - Auguste Lahoulle - 10 - Charles Mace - 10 - Jean Pezon - 10 - Charles Quette - 10 - Robert Waddington - 10 - Deiudonn Costes - 8 - Roland Garros - 3 (prvi letalski as v zgodovini letalskega bojevanja) |